# Church Island (Lough Beg)
Das verlandete Church Island (irisch Inis Taoide) im Lough Beg (kleiner See) liegt bei Bellaghy/Drumlamph im äußersten Osten des County Londonderry, nördlich des Lough Neagh im Herzen Nordirlands. 

## Die Insel
Die ufernahe, ehemalige Insel ist auf der Westseite verlandet und im Sommer über die „the Strand“ genannten, etwa 300 Hektar großen Feuchtwiesen zu Fuß erreichbar. Bei starken Niederschlägen oder Hochwasser im Lower River Bann, der den See durchfließt, wird das Gebiet wieder zur Insel. 

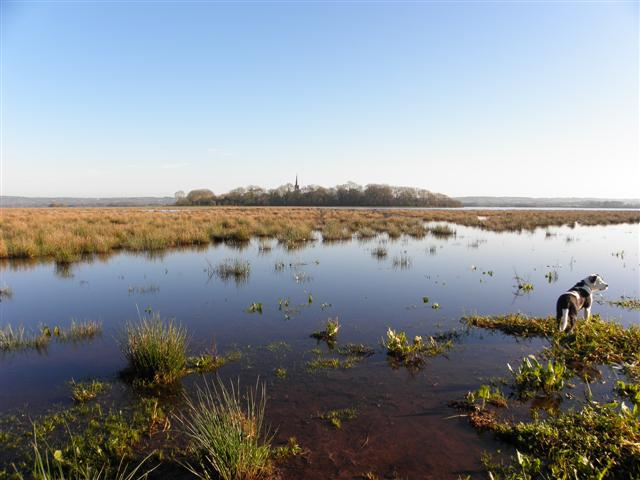
Church Island

## Die Kirche
Die Ruine der aus dem 12. Jahrhundert stammenden Inselkirche St. Taide hat noch ihren kompletten, erst im Jahre 1788 vom Earl of Bristol (Bischof von Derry, bekannt als Bischof Hervey) hinzugefügten spitzen Turm. Der Turm heißt im Volksmund Hervey's Folly. Während des Zweiten Weltkriegs streifte ein amerikanisches Flugzeuge mit der Flügelspitze den Turm und verursachte einen auffälligen Knick. Die Kirche geht auf einen Vorgängerbau zurück, der aus frühchristlicher Zeit stammt. Die zugehörige Siedlung auf Inis Taoide (oder Toide, Toit; abgeleitet von Thaddeus), wie die Insel ursprünglich hieß, wird im 11. Jahrhundert in den Annalen von Ulster erwähnt. 
Die Kirche war bereits im Jahre 1603 abgebrannt. Während der irischen Rebellion im Jahre 1798 suchten viele Frauen und Kinder Zuflucht auf dieser und anderen Inseln im Lough Beg. Um die Kirche liegen ein alter Friedhof mit 53 Gräbern und das Gelände des alten Klosters.

## Wallfahrt nach Inis Taoide
Die jährliche Wallfahrt wurde im Jahr 1910 wieder eingeführt und findet am ersten Sonntag im September statt. In früheren Jahren pflegten Tausende von Menschen teilzunehmen, heute sind es noch mehr als hundert. 

## The Strand
Die Feuchtwiesen sind Winter- oder Durchzugsquartier für Vögel aus der nördlichen Hemisphäre. Tausende von Gänsen und Enten kommen im Winter aus Russland und anderen nördlichen Gefilden. Viele seltene Pflanzen einschließlich Frauenminze und die Ladies's Tresses Orchidee (Spiranthes cernua) teilen den Lebensraum mit den Vögeln. 